# Zorro - La leggenda
Zorro - La leggenda (Les Chroniques de Zorro) è una serie animata francese, creata dal regista Olivier Lelardoux e basata sul noto personaggio letterario Zorro.

## Trama
Le avventure di Zorro si svolgono nella California del XIX secolo. Don Diego, tornato dalla Spagna dove ha vissuto e studiato a lungo, è un giovane di 18 anni che, con l'aiuto della sorella Ines e del suo fedele amico Bernardo, combatte contro numerosi tiranni per proteggere la gente di Los Angeles. Sapendo di non poter affrontare apertamente i suoi nemici per non mettere in pericolo i propri cari, si finge un damerino pigro, colto e incapace con le armi, per poi affrontarli e umiliarli nei panni dell'inafferrabile ma benevolo fuorilegge noto come "Zorro".

## Doppiaggio
| Personaggio                  | Doppiatore originale | Doppiatore italiano |
| ---------------------------- | -------------------- | ------------------- |
| Don Diego de la Vega / Zorro | Johnny Yong Bosch    | Jacopo Calatroni    |
| Capitano Monasterio          | Jamieson Price       | Marco Balzarotti    |
| Sergente Garcia              | Kirk Thornton        | Luca Ghignone       |
| Ines de la Vega              | Dorothy Fahn         | Jolanda Granato     |
| Don Alejandro de la Vega     | Michael Sorich       | Mario Zucca         |
| Dona Maria                   | Becca Ordonez        | Chiara Francese     |
| Don Rodrigo Malapensa        | Alan Shearman        | Pietro Ubaldi       |

## Personaggi
- Don Diego de la Vega / Zorro: il giovane protagonista diciottenne; appartiene alla famiglia più ricca della zona. Formidabile spadaccino, coraggioso e giusto, deve fingere di essere tutt'altro personaggio per proteggere i propri cari da possibili vendette da parte dei suoi nemici; infatti di giorno è un damerino colto e indolente per niente interessato a conflitti e politica, ma di notte combatte i corrotti e aiuta la povera gente nei panni del paladino Zorro. È innamorato, ricambiato, di Carmen.
- Tornado: il cavallo nero di Zorro, veloce e molto intelligente che capisce ogni gesto e ordine del suo padrone.
- Ines de la Vega: è la sorella di Diego. Ragazza coraggiosa, decisa e testarda, è nota tra i suoi compaesani per la sua bellezza, cosa che la porta ad avere molti spasimanti, tra cui il capitano Monasterio e Antonio Malapensa.
- Don Alejandro de la Vega: padre di Diego e Ines, è un ranchero laborioso e onesto; in apparenza severo e dal carattere duro, vuole molto bene ai suoi figli, volendo solo il meglio per loro. Non tollera i soprusi dei potenti sulla povera gente, ma purtroppo può fare poco per impedire che accadano. Sua moglie era una donna appartenente alla tribù dei nativi Chumash.
- Bernardo: stalliere della famiglia de la Vega. È muto e aiuta Diego nella sua missione, fingendosi sordo per fungere da insospettabile spia per il suo amico. È il figlio adottivo di Don Alejandro de la Vega, al quale è molto affezionato. Ha una forte amicizia con Diego e Ines.
- Sergente Garcia: il maldestro sergente della guarnigione di Los Angeles, amico di Don Diego e buongustaio. È tutto fuorché malvagio, ma, a causa degli ordini dei suoi superiori, è un avversario di Zorro. È innamorato di Donna Maria. Dopo la cacciata del Tenente Toledano diventa il comandante della guarnigione di Los Angeles. Appare spesso abbacchiato per aver scelto la vita militare.
- Carmen Villalonga: figlia di Don Luis Villalonga, è innamorata di Don Diego. Sebbene non gradisca il repentino (e fittizio) cambio di personalità del suo vecchio amore e non ne capisca il motivo, lo ama ugualmente e spera un giorno di sposarlo. È una giovane donna attraente e d'animo gentile, che nasconde un lato combattivo e fiero.
- Tainah: nonna di Ines e Diego, fa parte della tribù dei Chumash. È una donna anziana ma ancora forte sia nello spirito che nel corpo.
- Donna Maria: domestica della famiglia de la Vega. Spesso rimprovera Garcia a causa della sua ingordigia e perché tenta di approfittare della sua ottima cucina. È molto affezionata a Diego e Ines ed è come una madre per loro.
- Don Esteban Parasol: governatore di Los Angeles. Uomo snob e amante del lusso, è poco interessato alle vicende politiche del suo stesso paese, preferendo godersi gli agi e la bella vita che la sua carica gli conferisce.
- Don Luis Villalonga: padre di Carmen e miglior amico di Alejandro de la Vega, è un uomo leale e sempre pronto a battersi per una giusta causa.
- Don Luis Verdugo: marito di Isabella Verdugo. È un uomo benevolo e dalle migliori intenzioni, ma anche ingenuo e troppo innamorato di sua moglie Isabella per accorgersi delle sue trame losche. Alla fine della serie verrà arrestato assieme alla moglie a causa dei piani disonesti di quest'ultima al fine di farlo diventare Governatore della California.
- Monasterio: capitano della guarnigione di Los Angeles. È un ufficiale aristocratico avido e opportunista. Vuole catturare Zorro per impadronirsi della ricompensa in denaro e diventare un proprietario terriero. Corteggia senza successo Ines De La Vega. Abusa del suo potere istituzionale e sfrutta i nativi per fargli fare lavori pesanti senza alcun compenso, e per questo verrà destituito e condannato al carcere a vita, anche a causa di un losco piano architettato da Donna Isabella e suo nipote Toledano.
- Gonzalez: caporale della guarnigione di Los Angeles. Ambisce alla cattura di Zorro per essere promosso a Sergente. È molto duro con i suoi sottoposti, sebbene non sia un uomo particolarmente brillante.
- Ignacio Toledano: militare spagnolo, nipote di donna Isabella Verdugo, un giovane uomo senza scrupoli e disposto a tutto pur di fare carriera ed essere rispettato. Tenente dell'esercito, è inviato a sostituire Monasterio. Anche lui verrà destituito e arrestato a causa dei piani loschi orditi da lui stesso e Donna Verdugo.
- Il dentista: scagnozzo di Don Rodrigo, rozzo e poco sveglio.
- La rana: scagnozzo di Don Rodrigo, maldestro come il suo compare.
- Don Rodrigo Malapensa: è un bandito di Los Angeles. Inizialmente pirata, diverrà un ricco proprietario terriero. Tenta in tutti i modi di uccidere Zorro e di derubare i cittadini dei loro beni. Si butterà giù da una scogliera e di lui non si saprà più niente.
- Donna Isabella Verdugo: moglie di Don Luis Verdugo, è una donna calcolatrice e arrivista, disposta a fare di tutto pur di rendere suo marito Governatore della California. Alla fine sarà arrestata assieme al marito.
- Antonio Ramirez: allenatore di scherma dell'esercito di Los Angeles, sempre elegante e impeccabile. Il suo odio verso Zorro è dettato dal fatto che quest'ultimo lo sconfigga sempre a duello, cosa inconcepibile per Ramirez. Anche lui sarà condannato all'ergastolo e portato via assieme a Monasterio.
- Don Antonio Malapensa: figlio di Don Rodrigo. Innamorato di Ines de la Vega, sarà rifiutato dalla giovane a causa dei piani del padre contro la famiglia di lei. Sembra essere meno disonesto di suo padre, tuttavia lui è pur sempre suo padre e aiuterà Don Rodrigo nella sua ultima rapina per poi sparire.
- Yuma: capo guerriero Yaqui, odia i californiani in quanto convinto di essere stato vittima di un'ingiustizia assieme alla sua tribù e perciò desideroso di vendetta. Lui e i suoi uomini si alleano con Don Rodrigo in cambio di ricchezze e favori, ma finiranno per voltargli le spalle avendo capito che l'ex pirata non li ricompenserà mai per il loro operato.

## Episodi
| Stagione       | Episodi | Prima TV originale | Prima TV ITA |
| -------------- | ------- | ------------------ | ------------ |
| Prima stagione | 26      | 2015               | 2016         |